# 乔安娜·海斯
乔安娜·海斯（英語：Joanna Hayes，1976年12月23日—），美国田径运动员。她曾获得2004年夏季奥林匹克运动会女子100米跨栏金牌。

## 外部連結
- 乔安娜·海斯在的頁面